# Humberto Hernández
Humberto Gabriel „Gansito” Hernández López (ur. 20 lipca 1985 w Nezahualcóyotl) – meksykański piłkarz występujący na pozycji bramkarza, od 2025 roku zawodnik Celayi.